# 栗田ゆう子
栗田 ゆう子（くりた ゆうこ）あるいは山岡 ゆう子（やまおか ゆうこ）は、雁屋哲原作、花咲アキラ作画の漫画作品及びそれを原作とするアニメ、テレビドラマ、映画『美味しんぼ』に登場する架空の人物。

## 概要
東西新聞社文化部記者で本作のヒロイン。新入社員として文化部に配属後まもなく、新人ながら味覚の鋭さを買われて山岡士郎と共に東西新聞社創立百周年記念事業「究極のメニュー」担当となった。 

## 家族
後に山岡士郎と結婚し、一男二女（息子・陽士、娘・遊美の二卵性双生児、さらに次女・遊璃）の母となった。戸籍上は「山岡」姓だが、仕事上では同じ姓の社員が同じ部署に二人いるとややこしいとの理由から、婚姻後も旧姓を使い続けている。
父・信一は東西大学教授。母・文枝は専業主婦。兄・誠は大日電機に勤務している。祖母・たま代は初登場時に認知症の傾向があったが、士郎のおかげで症状が治った。誠によると、ゆう子の食いしん坊は祖母からの遺伝だという。このほか、伯父に東東大学教授の沢野重一がいる。

## 人物像
初登場時は22歳。女子系の高校と大学に通う。高校時代はクラスで1、2位を争うほどの食いしん坊であった。大学時代は社会学を専攻、テニス同好会とアジア・アフリカ研究会に所属していた。大学卒業後あこがれの東西新聞社へ入社。
性格は温厚で聡明、お人よし。アニメでは、好みのタイプは「少年隊のヒガシ」。三谷典子曰く、「健康優良児」。容姿端麗で文化部の華である。一見控えめだが芯は強く、容認し難い発言には相手が社会的に地位の高い人間であっても毅然として反論する（これは士郎の影響によるものと思われる）。女性らしく大いに焼きもちを妬いたり、機知に富んだ皮肉を士郎に浴びせる様子もまま見受けられる。責任感も強いため引き受けた仕事を投げ出さず、体調不良をおして仕事をしたために倒れたこともあった。
当初は士郎や海原雄山との実力差から、「究極のメニュー」作成のアシスタント役に徹していたが、士郎に惹かれるようになってからは積極的に行動を共にするようになった。「究極VS至高」も含む雄山との対決を経て成長し、やがて雄山も一目置く存在に。朝食対決では、士郎に代わってメニューを考案し、15分以内に仕上げた作りたてのバターが決め手となり雄山を負かしたこともある。
その積極性に加え、聡明さや謙虚さは社の上層部からも信頼されており、上司の叱責すら馬耳東風で受け流す士郎の手綱を締めることが出来る唯一の人間として信頼されている。ただ、時には士郎と一緒になって、大原社主や小泉編集局長を困らせるような悪だくみを企てることもある。
才色兼備の女性であるため、彼女の魅力に惹かれて言い寄る男性は少なくなかった。しかも、祖母からの見合い話もあったが、士郎に惹かれているのを看破られてからは見合い話はなく、近城勇・団一郎が出現してプロポーズされても、士郎を意識していたこともあって断った。

## 山岡士郎との関係
新入社員当時は、型破りな先輩社員の士郎に驚かされたり振り回されたりしていたが、一緒に仕事をしていくうちに徐々に士郎の人柄に惹かれていった。本人はそれを隠しているつもりでも（士郎本人には隠さずゆう子なりにアタックし、同僚以上の関係になっている）士郎を除く周囲の人間（特に荒川絹江と三谷典子）には気付かれ、諦めるよう説得されたりもした。しかし、それらを乗り越えついに士郎からプロポーズの言葉を引き出すことに成功する。
山岡からのプロポーズ後、新居探し・家具購入などを経て、ホテルにて「究極のメニュー完成発表会兼山岡・栗田結婚披露宴」が開かれることになったが、会場打ち合わせの際、「付き合いは何時から」との問いに、ゆう子は「私が入社当時から」（ただし恋愛感情の事ではなく、単に知り合った時期のことを言っている可能性もある）と言ってのけるなど山岡に惚れ込んだのは、相当早い段階からだったことが分かる（山岡がゆう子を意識しだすのは、第30巻『鮭勝負!!』以降）。
結婚が決まってからは士郎の雄山に対する誤解を解いて親子が仲良く暮らすことが出来るよう、注力するようになった。ただゆう子自身は当初から雄山とも良好な関係を築いており、美食倶楽部にもたびたび出入りしている。子供たちも雄山には懐いており、雄山も孫に手作りの食器や弁当箱を贈るなど目をかけている。
原作では士郎と対等の言葉遣いで会話しているが、アニメ版では敬語で話す。また士郎に「栗田さん」と呼ばれていたが、アニメ版では主に「栗田君」と呼ばれている。ゆう子は結婚後士郎のことを、仕事以外（プライベートや自宅など）でも「あなた」や「士郎さん」ではなく「山岡さん」と呼ぶことがあった。

## 特徴・エピソード
- 当初は髪の左上部分をヘアピンでとめていた。髪も当初はストレートだったが、後にウェーブをつけている。
- 「まったり」「モチモチ・シコシコ」などといった味覚表現を好み、時には「シャッキリポン」といったユニークな副詞を用いることもある[18]。
- 髪は薄い栗色。
- TVアニメ版では両耳にピアスをしている（原作ではピアスをしていない）。
- 家庭部の電話相談の代役を務めた際、「父親を殺す」とかけて来た相手と会うが、その青年が食肉窃盗の容疑でマークされていた（実際はその事件自体が被害者の勘違いだったことが判明）ことが災いして、黒幕の容疑で一緒に逮捕されてしまい、警察の取り調べを受けた。その際、祖母の真似事程度と言いつつ、警官2人を肘打ちと足蹴りで倒している[19]。
- 連載当初は船に弱く、船酔いする場面が何度か見られた[20][21]が、その後は船酔いすることもなくなった。また海釣りに才能があり、幻のサバ[22]・天然の鯛[23]・座布団カレイ（イシガレイ）[24]などの大物を釣り上げている。
- デートではない（本人の認識としては事実なのだろうが）と言いつつ団と食事に行き、そのくせ代わりにまり子と出かけた士郎を責めたり、団を助けて欲しいという頼みを拒絶した彼を罵倒するなど、身勝手な一面もある。
- アニメ版では海水浴に行った際に、ハイレグの水着を着用し士郎を驚かせたことがある[25]。

## 演じた声優・俳優
アニメでの声優は荘真由美。テレビドラマの俳優は石田ゆり子→富田靖子、新章は優香。映画版は羽田美智子。